# Partij ONS DORP
Partij ONS DORP is een lokale politieke partij in de Noord-Hollandse gemeente Bergen. De partij is met drie zetels vertegenwoordigd in de gemeenteraad.

## Geschiedenis
In de zomer van 2020 is door een kleine groep mensen de Partij i.o. (in oprichting) gelanceerd. Zij richtten de partij op omdat zij ontevreden waren over de politieke situatie, waarin veel werd bepaald via een coalitieakkoord. Henk Borst was hierbij degene die het voortouw nam. De vroege partijleden waren mensen van verschillende politieke achtergronden, waaronder oud-VVD-wethouder Jan Houtenbos. Op 10 september 2021 werd bekend dat de partij Behoorlijk Bestuur Bergen (BBB) van Koos Bruin op zou gaan in de Partij i.o. Op 13 oktober volgde Gemeentebelangen BES, en werd de partij hernoemd naar Partij ONS DORP.
Bij de verkiezingen van 16 maart 2022 was Houtenbos lijsttrekker en Borst lijstduwer. Op de lijst kwam onder anderen ook oud-VVD-raadslid Hoogendonk voor, die in december 2021 uit de fractie was gestapt. De bedoeling was dat de lijst evenredig zou worden verdeeld tussen kandidaten uit Schoorl, Bergen en Egmond, maar van de zestien kandidaten kwamen er elf uit Bergen. Tijdens de verkiezingscampagne zette ONS DORP zich vooral in voor meer burgerparticipatie. De partij werd de winnaar van de verkiezingen, en werd met vijf zetels de grootste partij. Houtenbos werd de voorzitter van de raadsfractie.
Na de verkiezingen werd er geen coalitie gevormd, maar een raadsakkoord gesloten. Ook ONS DORP deed hieraan mee, maar raadslid Bruin kon zich hier niet in vinden. Hierom splitste hij zich weer af, en ging hij weer verder onder de vlag van Behoorlijk Bestuur Bergen. Op 12 juni 2024 verliet ook Houtenbos de partij, hij stapte over naar KIES Lokaal. Hij kon zich niet vinden in de koers van de andere partijleden, waarbij de bouwplannen voor het Plein in Bergen de druppel vormden. De partij hield hierdoor nog drie zetels over.

## Standpunten
Een van de doelstellingen van ONS DORP is het brengen van een nieuwe bestuurscultuur, waarbij de burger meer betrokken wordt bij de besluitvorming. Op financieel gebied is de partij behoudend, mede vanwege bezuinigingen op het Gemeentefonds. Ook is de partij tegen bomenkap, en wil de partij een herijking van de BUCH, de ambtelijke organisatie van de gemeenten Bergen, Uitgeest, Castricum en Heiloo.